# Enzimska jedinica
Enzimska jedinica (U) je jedinica za količinu određenog enzima.
Jedinica U se definiše kao količina enzima koji proizvodi određenu količinu enzimske aktivnosti, drugim rečima, količina koja katalizuje konverziju 1 mikro mola supstrata po minutu. Eksperimentalni uslovi isto tako moraju da budu navedeni: obično se uzima temperatura od 25°C, pH vrednost i koncentracija supstrata koja proizvodi maksimalnu brzinu konverzije supstrata. 
Enzimsku jedinicu je definisala Međunarodna unija za biohemiju i molekularnu biologiju 1964. godine. Pošto minut nije SI jedinica, preporučuje se da se umesto enzimske jedinice koristi katal, jedinica koju je preporučila Generalna konferencija za tegove i mere 1978. i koja je zvanično prihvaćena 1999. Katal je količina enzima koja konvertuje 1 mol supstrata po sekundi, 
1 U = 1/60 mikro katal = 16.67 nano katal.
Enzimska jedinica nije isto što i internacionalna jedinica (IU), koja je drugačije definisana mera biološki aktivnih supstanci.